# André Paléologue
Andreas Palaiologos (en grec : Ἀνδρέας Παλαιολόγος ; en français André Paléologue ; 17 janvier 1453 – juin 1502), était le fils ainé de Thomas Paléologue, despote de Morée. Ce dernier était le frère de Constantin XI Paléologue, lui-même également despote de Morée avant de devenir le dernier empereur byzantin. À la mort de son père en 1465, André fut reconnu comme despote titulaire de Morée ; à partir de 1483, il prétendit au titre d’« empereur de Constantinople » qui figura en latin sur son sceau : « Imperator Constantinopolitanus ».
Après la chute de Constantinople en 1453 et l’invasion subséquente de la Morée par les Ottomans en 1460, Thomas, le père d’Andreas s’enfuit à Corfou avec sa famille, puis, laissant sa famille derrière lui, se réfugia auprès du pape à Rome. Il mourut alors qu’il venait de rappeler ses enfants. Le jeune Andreas, alors âgé de douze ans, devenait chef de la maison des Paléologue et fut placé sous la protection du cardinal Bessarion.
Ses problèmes financiers débutèrent à la mort de son protecteur, la pension qui lui était versée pour subvenir à ses besoins et à ceux de la petite cour de réfugiés qui l’entourait diminuant sans cesse en raison de l’implication de la papauté au cours des pontificats de Sixte IV et d’Alexandre VI Borgia dans de coûteuses guerres en Italie. À cours d’argent, il fit un premier voyage en Russie où sa sœur Zoé avait épousé le grand prince Ivan III de Moscou.
Toujours désireux, sinon de rétablir l’Empire byzantin, à tout le moins de reconquérir le despotat de Morée, il tenta d’organiser avec l’aide du roi Ferdinand de Naples une expédition contre les Ottomans en 1481 qui ne dépassa pas le stade de la préparation. À la fin de la décennie, il voulut faire une tournée des capitales européennes, mais ne reçut d’accueil favorable qu’à la cour de Charles VIII de France qui planifiait une expédition contre les Ottomans dès qu’il aurait réussi à s’emparer du trône de Naples. Après négociations avec un proche de Charles VIII, le cardinal Péraudi, Andreas accepta de céder à Charles VIII ses droits à la couronne impériale de Constantinople et de Trébizonde contre la restitution du despotat de Morée. Toutefois, les troupes françaises furent mises en déroute, l’expédition contre les Ottomans ne se matérialisa pas et le contrat devint caduc, les rois de France continuant cependant à prétendre aux trônes de Constantinople et de Trébizonde.
Andreas devait passer ses dernières années à Rome, toujours assailli par ses problèmes financiers, mais soucieux de conserver son rang et de tenir une place honorable dans l’entourage du pape. Il devait mourir en juin 1502 et fut enseveli auprès de son père dans la basilique Saint-Pierre.

## Contexte historique

Le despotat de Morée en 1450.

La dynastie des Paléologue fut la dernière famille impériale à régner sur l’Empire byzantin et l’une de celles dont le maintien sur le trône fut le plus long s’étendant de 1259/1261 à la chute de Constantinople en 1453,. Au cours du siècle précédent les Turcs ottomans avaient conquis la plus grande partie de ce qui avait autrefois été ses territoires d’Europe et d’Asie, occupant au début du XVe siècle la presque totalité de l’Anatolie, la Bulgarie, la Grèce centrale, la Serbie, la Macédoine et la Thessalie. L’Empire byzantin qui, sous Justinien Ier s’était étendu sur l’ensemble de la Méditerranée orientale, était maintenant restreint à la capitale, Constantinople, au Péloponnèse et à quelques iles de la mer Égée ; de plus, il devait payer tribut aux Ottomans.
Afin de conserver leur autorité et leurs prérogatives à l’intérieur de l’empire, les empereurs durent, à partir de la deuxième moitié du XIVe siècle avoir recours à la pratique de l’« apanage » en vertu de laquelle ils attribuaient à un membre de la famille impériale, souvent un frère cadet de l’empereur, un territoire qu’il gérait et au besoin défendait au nom de l’empereur, mais dont il conservait les revenus, exerçant ainsi un pouvoir semi-indépendant. C’est ainsi que le père d’Andreas, Thomas Paléologue fut nommé despote de Morée conjointement avec ses frères Théodore II et Constantin (le futur Constantin XI) de 1428 à 1443, puis avec Constantin de 1443 à 1449 et avec Démétrios de 1449 à 1460. Cette province prospère était composée de l’ensemble des territoires sous juridiction byzantine, c’est-à-dire l’ensemble du Péloponnèse moins les enclaves vénitiennes de Nauplie, Coron et Modon. Lorsque Théodore II partit pour Selymbria en 1443, Constantin et Thomas se partagèrent la Morée. Contrairement à son frère pro-turc, Démétrios, Thomas chercha à établir des alliances avec la papauté et les républiques italiennes,,.
Cherchant du secours à l’extérieur, les empereurs orthodoxes ne virent bientôt d’autre solution qu’une intervention de l’Europe chrétienne contre les Turcs et pour ce faire, à partir du milieu du XIVe siècle, ils cherchèrent à se concilier la papauté. Inspirés par des intellectuels pro-occidentaux comme Démétrios Kydones et Manuel Chrysoloras, les empereurs crurent pouvoir négocier l’envoi de troupes contre la perspective d’une réunification des Églises. À cette fin, Jean V Paléologue (r. 1341 – 1376) s’était rendu à Rome en 1369 faire sa soumission personnelle au pape Urbain V mais sans rien obtenir d’autre que d’être retenu à Venise pour non-paiement de dettes lors du voyage de retour ; son oncle, Jean VIII (r. 1425 – 1448) avait participé au Concile de Florence en 1438-1439 où l’Union des deux Églises avait été proclamée, union aussitôt rejetée par le peuple et l’Église orthodoxe,. Devenu empereur, Constantin XI, avait envoyé des appels désespérés au pape en 1451 alors que les troupes de Mehmet II s’apprêtaient à capturer Constantinople ; la seule réponse qu’il reçut fut d’être ferme envers les opposants au décret d’Union et de faire proclamer celui-ci à Hagia Sophia .

## Les jeunes années

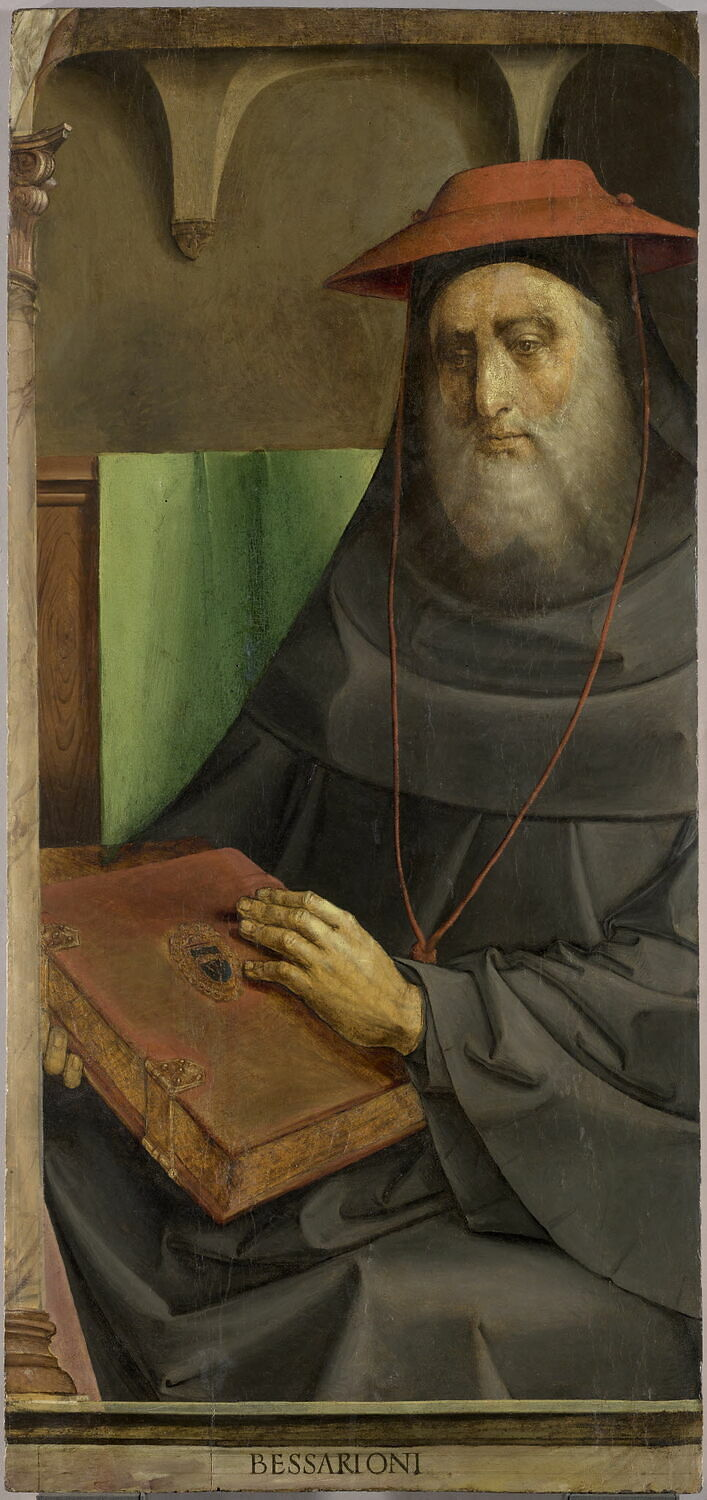
Le cardinal Bessarion en 1476.

Constantin XI Paléologue perdit la vie alors qu’il défendait sa capitale, Constantinople, envahie par les Ottomans le 29 mai 1453. Andreas était né quatre mois auparavant, le 17 janvier 1453. Il était le troisième enfant, mais le premier fils de Thomas Paléologue et de Catherine Zaccaria ,. Après la conquête de Constantinople, des révoltes éclatèrent à la fois dans le territoire contrôlé par Démétrios et dans celui de Thomas; les deux frères durent faire appel au sultan pour mater celles-ci, à la suite de quoi ils durent lui payer un tribut de dix ou douze mille ducats tout en se voyant interdire de taxer les riches propriétaires fonciers.
En 1458, le tribut était déjà en retard de trois ans et Thomas espérait toujours une aide de l’Occident. L’année suivante, le sultan envahit leurs deux territoires à la suite de quoi il se retira en emmenant des milliers de prisonniers avec lesquels il comptait repeupler Constantinople, maintenant vide d’habitants. En juin 1459, le pape Pie II (r. 1458 – 1464) convoqua un concile à Mantoue au cours duquel le cardinal Bessarion fit un appel éloquent pour défendre le Péloponnèse. Il en résulta plus d’enthousiasme que de gestes concrets. Les quelque deux cents soldats envoyés par le pape et la duchesse de Mantoue permirent à Thomas d’attaquer Patras sans succès, après quoi il se tourna contre les territoires de son frère.
Excédé, le sultan décida d’en finir avec les querelles des deux frères et, en 1460, envahit l’ensemble du Péloponnèse. En juin 1461, toute résistance avait cessé : Démétrios fut emmené en captivité, sa femme et sa fille étant placées dans le harem du sultan ; il devait terminer sa vie dans un monastère de Didymotika après être tombé en disgrâce ,. Thomas pour sa part alla se réfugier à Corfou après avoir prudemment emporté les reliques de Saint-André qu’il avait rapportées de Patras,.
Laissant son épouse et ses enfants derrière lui, Thomas partit pour Rome où il fut accueilli par le pape à qui il présenta les reliques de l’apôtre. En retour, le pape lui accorda une pension et la permission de vivre à Rome. Catherine Zaccaria devait mourir en aout 1462, mais ce ne fut qu’en 1465 que Thomas fit venir ses enfants à Rome . Andreas, son frère Manuel et leur sœur Zoé, accompagnés de quelques membres de grandes familles byzantines arrivèrent à Ancône, mais ne devaient jamais revoir leur père qui décéda le 12 mai.
Andreas était alors âgé de douze ans et Manuel de dix. Ils furent mis sous la garde du cardinal Bessarion, ancien moine orthodoxe qui avait déjà étudié à Mistra sous Gémiste Pléthon et vivait maintenant à Rome où il était passé au catholicisme romain après avoir dû quitter Constantinople parce qu'il s'était déclaré en faveur de l'union des Églises au concile de Florence. Andreas, après s’être converti au catholicisme romain, continua de vivre à Rome où le pape Paul II (r. 1464 – 1471) le reconnut comme héritier légitime de Thomas et despote de Morée ,.
Dans les premières années, son sceau portait l’aigle bicéphale des empereurs byzantins accompagné de la légende « Andreas Paleologus, dei gratia despotes Romeorum » (André Paléologue, par la grâce de Dieu, despote des Romains). Considérant peut-être qu’il ne recevait pas tous les honneurs dus à son rang, il se mit bientôt à utiliser le titre d’ « Imperator Constantinopolitanus » (Empereur de Constantinople) , un titre que n’avait jamais revendiqué son père Thomas dont le but était simplement de reconquérir le despotat de Morée. Il en fit usage pour la première fois en avril 1483 lorsqu’il publia un chrysobulle autorisant le gentilhomme espagnol Pedro Manrique, comte d’Osorno, ainsi que ses descendants à utiliser les armoiries des empereurs paléologues, de créer des comtes palatins et de légitimer ses enfants nés hors mariage .
Ce titre, qui ne correspondait pas à celui utilisé traditionnellement par les empereurs byzantins (« Empereur et autocrate des Romains »), était toutefois celui en usage dans les cours européennes ainsi que par la papauté à l’endroit des empereurs de Constantinople. Peut-être en raison de son éducation romaine, Andreas ne semble pas s’être rendu compte que ce titre ne correspondait pas au titre traditionnel de ses ancêtres.
Bien que la succession héréditaire n’ait jamais reçu de sanction officielle dans l’empire byzantin, Andreas fut reconnu comme héritier légitime des Paléologue, entre autres par le cardinal Bessarion ; le pape lui conféra le titre de « despote des Romains ». Georges Sphrantzès, l’un des conseillers de Thomas Paléologue, lors d’une visite en 1466 le reconnut comme « successeur et héritier de la dynastie des Paléologue »,. Outre que de vouloir rétablir l’empire, Andreas insistait pour se voir rendre les honneurs dus à un empereur, insistant sur des détails protocolaires comme son droit à porter un cierge identique à celui des cardinaux au cours d’une procession en 1486 dans la chapelle Sixtine .

## Les années difficiles

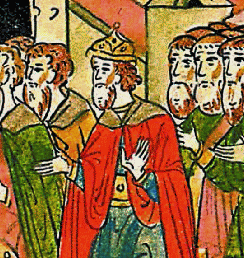
Andreas Paléologue durant son voyage à Moscou d’après une chronique russe du XVI.

Avec la mort du pape Pie II et son remplacement par Sixte IV (r. 1471-1484) et le décès du cardinal Bessarion en 1472 commençaient pour Andreas les difficultés financières qui l’accompagneront tout le reste de sa vie .
À son arrivée à Rome, le pape avait alloué à son père Thomas une pension mensuelle de 300 ducats à laquelle s’ajoutait une somme additionnelle de 200 ducats versée par les cardinaux. Déjà Georges Sphrantzès, homme de confiance du despote, considérait que cette somme n’était pas suffisante puisque Thomas devait satisfaire non seulement à ses propres besoins, mais aussi à ceux de sa maison comprenant quelques autres exilés byzantins. À l’époque André et Manuel s’étaient vu attribuer la même somme par le pape, mais celle-ci devait être partagée entre les deux, alors que les cardinaux ne leur versaient plus aucun supplément. Dans les faits, les deux frères recevaient donc 150 ducats par mois chacun au lieu des 500 versés à leur père. Manuel en tira la conclusion qu’il ne pouvait simplement plus vivre à Rome et surprit tout le monde en partant pour Constantinople au printemps 1476 où il fut reçu avec cordialité par le sultan qui lui accorda une pension pour le reste de ses jours,.
En 1469, le pape Paul II avait offert la sœur cadette d’Andreas, Zoé, en mariage au grand-prince Ivan III, en espérant ainsi voir entrer la grande-principauté de Moscou orthodoxe dans le giron catholique. Toutefois le mariage n’eut lieu qu’en novembre 1472, Zoé prenant alors le prénom de Sophie. Andreas vivait alors dans une maison du Campo Marzio, près de l’église Saint-André, que lui avait donnée Sixte IV . Déjà, sa pension s’était vue amputer à plusieurs reprises en raison des guerres que menait la papauté. En 1475, il avait écrit à plusieurs monarques dont le roi de Naples, Ferdinand Ier et possiblement aux ducs de Milan (Galeazzo Maria Sforza) et de Bourgogne (Charles), pour leur vendre ses droits aux trônes de Constantinople et de Trébizonde (ce dernier empire étant considéré comme l’un des États successeurs de l’Empire byzantin) espérant sans doute les vendre au plus offrant. Peu après s’être marié en 1479 à une Romaine prénommée Catherine  , il décida l’année suivante d’aller rejoindre sa sœur à Moscou pour obtenir une aide financière. Zoé/Sophie devait se plaindre par la suite qu’elle n’avait plus de bijoux, les ayant tous donnés à son frère.

## Expédition avortée contre les Ottomans

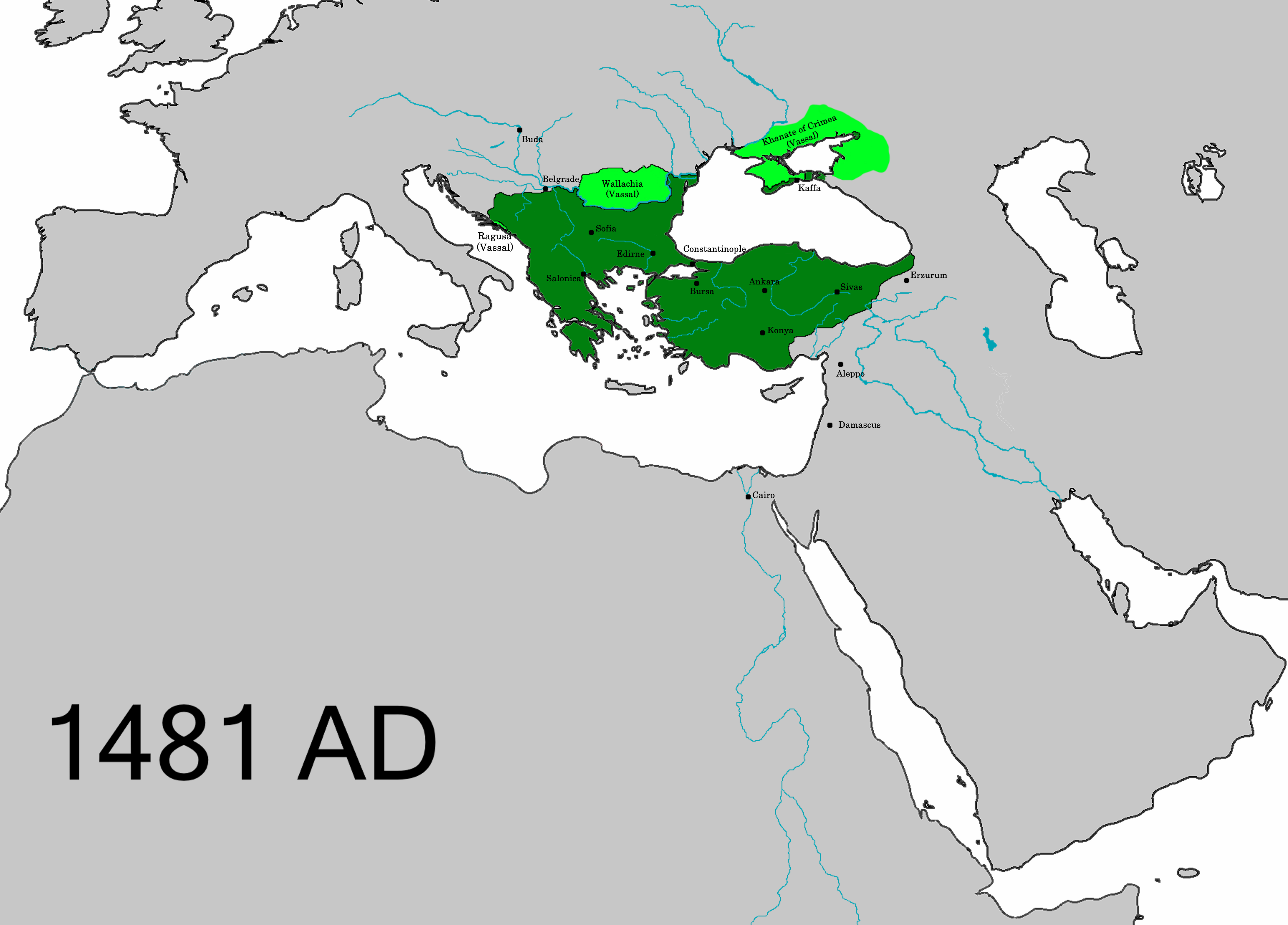
L’Empire ottoman et ses États vassaux en 1481, lors de l’expédition d’Andreas Paléologue.

Peu après son retour de Moscou, il réussit à persuader le pape de lever des fonds pour reprendre la Morée aux Turcs . Résultat de la guerre vénéto-ottomane de 1463 à 1479 de nombreuses batailles avaient eu lieu sur la péninsule. Andreas se dirigea donc vers le sud de l’Italie point de ralliement logique pour une expédition contre le Péloponnèse. Il était à Foggia en octobre avec plusieurs membres de sa petite cour où il reçut une aide financière de la part du roi de Naples, Ferdinand Ier. Le 15 septembre 1481, le pape Sixte IV écrivit à tous les évêques d’Italie leur demandant de « faire tout ce qui était en leur pouvoir » pour faciliter le passage d’Andreas vers la Grèce. Toutefois, le départ ne devait jamais avoir lieu, Andreas demeurant à Brindisi avec ses compagnons en octobre et en novembre, invité par Ferdinand.
En fait, il y avait de bonnes raisons pour repousser, voire annuler l’expédition. Jusqu’à l’été 1481, l’occasion semblait favorable à une attaque contre les Ottomans, ceux-ci ayant au cours des derniers mois essuyé une série de défaites : au mois d’aout, ils avaient été repoussés avec de lourdes pertes de Rhodes dont ils faisaient le siège et la mort de Mehmet II le 3 mai de cette année avait été suivie d’une âpre lutte pour le pouvoir entre ses deux fils Bayezıd (appelé Bajazet par les Européens), l'aîné, et Djem (appelé Zizim). Andreas croyait probablement pouvoir faire partie d’une attaque contre les Ottomans dirigé par Ferdinand Ier, mais celui-ci était déjà attaqué par ceux-ci à Otrante. L’automne arrivé, la situation était devenue défavorable : Bayezid s’était assuré du trône et les royaumes chrétiens d’Europe étaient trop désunis pour pouvoir unir leurs forces et mener une guerre contre les Ottomans. Pis, les efforts d’Andreas étaient sous-financés. Selon un écrivain de l’époque, Gherardi da Volterra, le pape Sixte IV aurait fait parvenir à Andreas 3000 ducats pour financer l’expédition, somme qui fut effectivement versée en septembre 1481. Toutefois rien n’indique que cette somme était destinée au financement d’une guerre en Grèce. L’historien Jonathan Harris suggère qu’il s’agissait plutôt d’une avance destinée à couvrir ses frais de voyage dans le sud de l’Italie, car le montant ne couvrait aucun autre frais que la pension versée traditionnellement par la papauté pour l’entretien d’Andreas et de sa maison .
Une autre raison explique pourquoi l’expédition ne put avoir lieu : la réticence de la république de Venise. La petite troupe rassemblée par Andreas n’aurait pas été capable de franchir l’Adriatique sans l’assistance de Venise. La guerre vénéto-ottomane de 1463 à 1479 s’était terminée par des pertes territoriales importantes pour Venise en Albanie, au Monténégro et en Eubée. De plus, en vertu du traité de Constantinople signé en 1479, les Vénitiens se virent également dans l'obligation de payer une somme de 100 000 ducats et un tribut de 10 000 ducats par an aux Ottomans afin d'acquérir des privilèges commerciaux en mer Noire en plus de promettre de ne pas mener d’activités qui seraient hostiles à ceux-ci dans la région.
Andreas devait cependant faire une nouvelle tentative pour reprendre la Morée en 1485 en s’impliquant dans une tentative pour reprendre Monemvasia devenue protectorat vénitien en 1464.

## Vente du titre impérial

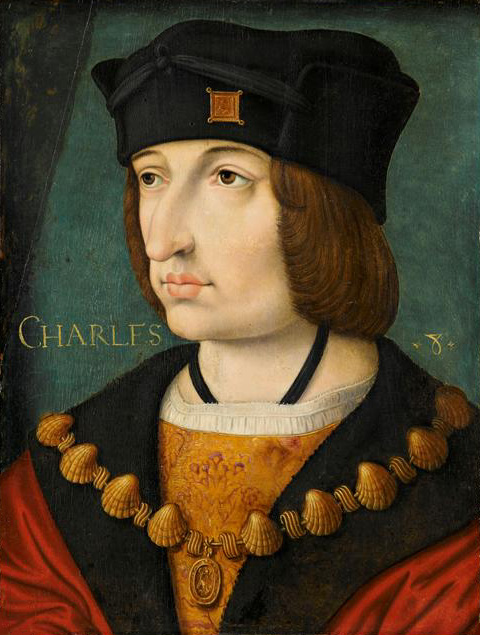
Portrait de Charles VIII (Musée de Condé-Chantilly).

Les problèmes financiers d’Andreas allaient croissant. S’il reçut ses 150 ducats de pension mensuelle en juin 1478, il n’en reçut que 104 en novembre et les paiements suivants semblent avoir été erratiques en raison des nombreuses guerres soutenues par le Saint-Siège, en particulier celle qui résulta de la tentative d’assassinat de Lorenzo de Medici et qui impliqua la papauté dans une guerre onéreuse contre Florence, Venise et Milan. En 1488 et 1489, Andreas ne pouvait plus compter que sur 100 ducats par mois . Il décida donc de retourner à Moscou en 1490. Toutefois, pressentant probablement les raisons du voyage, les autorités russes accueillirent froidement le projet et Andreas décida plutôt de se diriger vers la France où il fut reçu avec enthousiasme par le roi Charles VIII, lequel prit à sa charge toutes les dépenses de son voyage. Andreas demeura l’invité du roi à Laval et Tours d’octobre à décembre 1491 et reçut une somme additionnelle de 350 livres avant de retourner à Rome ,.
En 1492, Andreas se dirigea vers l’Angleterre où le roi Henri VII s’avéra moins enthousiaste que le roi de France donnant instruction à son trésorier, Lord Dynham, de lui verser une somme qu’il jugerait adéquate et de faciliter son départ d'Angleterre.
L’enthousiasme du roi de France s’explique peut-être par le fait que dans les années 1490, Charles VIII planifiait activement une croisade contre les Ottomans, appuyé en cela par le cardinal français Raymond Pérault (ou Péraudi), protonotaire apostolique, nommé légat apostolique auprès de Charles VIII en 1494. Toutefois, la mort du roi Ferdinand de Naples en 1494 devait changer le cours des choses. Charles revendiqua alors le titre de « roi de Naples et de Jérusalem » et entra à la tête de ses troupes en Italie. Craignant que ce nouveau conflit impliquant Charles dans les affaires complexes d’Italie et de la papauté ne vienne distraire les plans d’une nouvelle croisade, le cardinal Péraudi (agissant apparemment sans en informer le roi) élabora un plan permettant à celui-ci de prétendre au trône de Byzance en plus de celui de Jérusalem et d’attaquer les Ottomans.

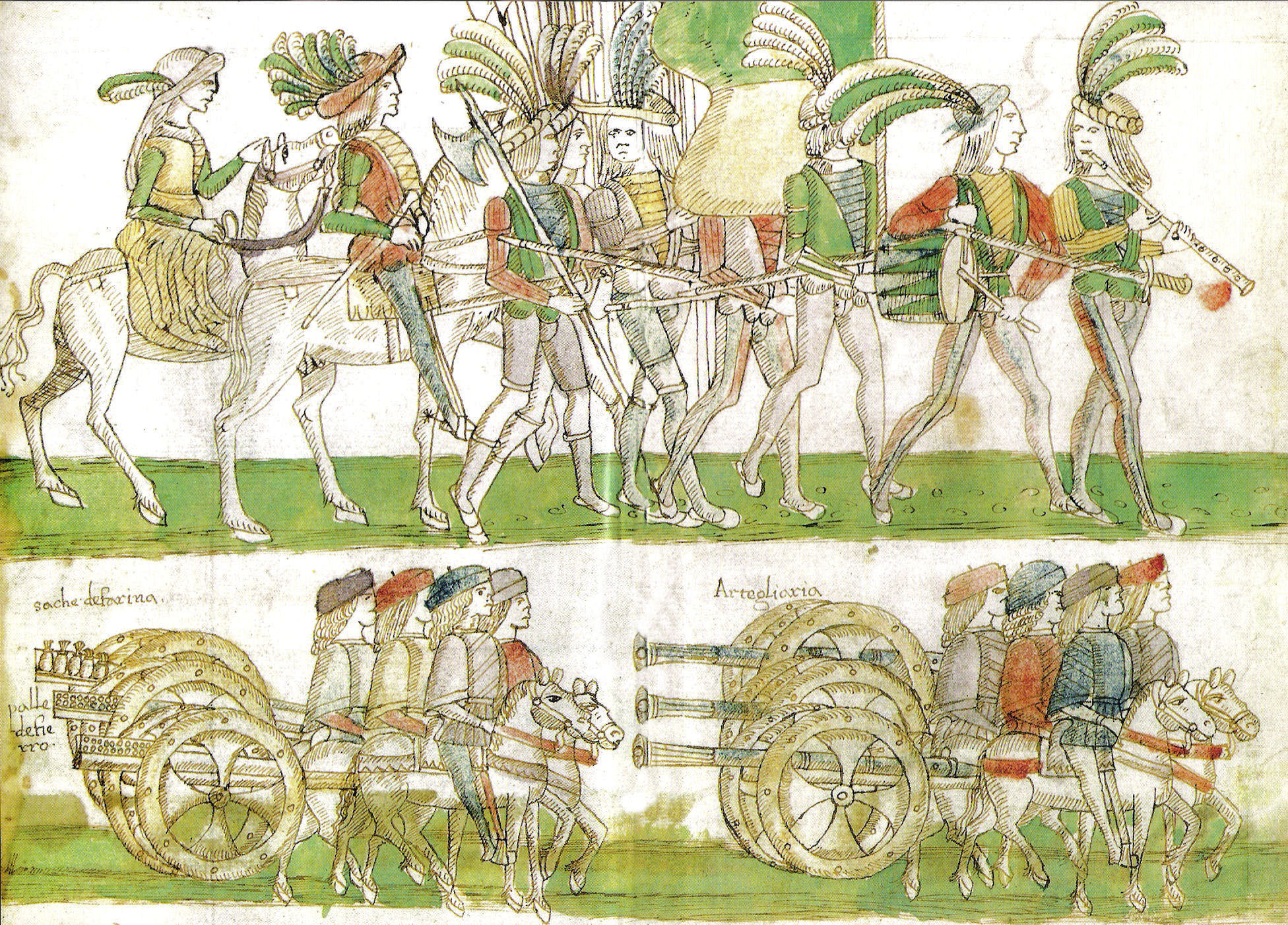
Entrée des troupes françaises dans Naples en 1495.

Il entra alors en négociation avec Andreas : celui-ci renoncerait formellement aux trônes de Constantinople et de Trébizonde ainsi qu’au despotat de Serbie, moyennant quoi il recevrait une rente annuelle de 4300 ducats dont 2000 seraient payables dès que l’entente serait ratifiée,. De plus, Andreas se verrait octroyer une garde personnelle de cent cavaliers maintenue aux frais de Charles et se verrait concéder des terres en Italie ou autre endroit qui lui assureraient, avec sa pension, des revenus annuels de 5000 ducats. Enfin, Charles utiliserait ses forces militaires et navales pour faire remettre à Andreas le despotat de Morée. Une fois de retour sur ses terres, Andreas deviendrait le vassal de Charles à qui il enverrait, à titre de taxe féodale, un cheval blanc équipé chaque année. Il était également convenu que Charles utiliserait son influence auprès du pape pour faire reconduire la pension pontificale à son niveau initial de 150 ducats par mois. Le transfert des titres serait considéré entrer en vigueur à moins que Charles ne rejette l’entente avant la Toussaint de l’année suivante, le1er novembre 1495,.
Par cette entente, Andreas atteignait deux buts : d’une part il améliorait sa situation financière, mais, peut-être plus important encore, il conservait explicitement son titre de despote de Morée et obtenait de Charles que celle-ci lui fût remise en cas de victoire sur les Ottomans. Andreas se servait ainsi du roi de France comme champion contre les Ottomans comme il avait tenté de le faire avec le roi de Naples treize ans auparavant.
Les documents de cession de titres furent préparés par Francesco de Schracten de Florence, un notaire pontifical et impérial, ainsi que par Camillo Beninbene, également notaire et docteur en droit civil et en droit canon et signés dans l’église de San Pietro in Montorio le 6 novembre 1494 en présence de cinq clercs. Il n’est pas certain que Charles ait été au courant à ce moment qu’il s’était vu attribué ces titres ; toutefois il est certain que la chose entrait dans les vues du pape Alexandre VI Borgia (lequel dès son avènement avait réduit la pension d’Andreas à seulement 50 ducats par mois ), lequel aurait préféré voir les troupes françaises lutter contre les Ottomans en défendant la chrétienté, plutôt que de les voir descendre vers Naples, pillant Rome sur leur passage et le forçant à former avec Milan, Venise, l'empereur Maximilien et les rois catholiques d'Espagne, la ligue de Venise. Et si l’empereur romain germanique Maximilien s’objectait à la présence d’un deuxième empereur en Europe occidentale, le pape pourrait toujours plaider qu’il n’avait pas sanctionné ce transfert de titre et que les négociateurs avaient agi de leur propre initiative .
De son côté, le nouveau sultan Bayezid II (1481 – 1512) voyait avec quelque crainte les activités de Charles VIII et commença des plans de défense incluant la construction de nouveaux navires, redirigeant une partie de ses forces vers des positions défensives en Grèce et dans les alentours de Constantinople. Entretemps, Charles avait été mis au courant des termes de la cession de titres, mais cela ne l’empêcha pas de continuer son avancée vers Naples. Lors de son passage à Asti dans le nord de l’Italie il rappela que la croisade était bien dans ses plans, mais qu’elle n’aurait lieu qu’après la conquête de Naples, cette ville offrant de meilleures possibilités pour une telle invasion. Dans cette perspective, il réussit à se faire remettre le 27 janvier 1495, le frère du sultan, Djem ou Cem en turc, surnommé « Zizim » par les Européens, lequel vivait au Vatican, otage du pape. Le pape semble alors avoir offert à Charles de le couronner personnellement comme empereur de Constantinople et de Trébizonde, mais que Charles aurait refusé, préférant conquérir l’ancien Empire byzantin avant d’être couronné. Le 22 février, Charles entrait triomphalement à Naples, mais trois jours plus tard, Djem devait décéder, lui enlevant un otage de choix qui aurait joué un rôle important dans les plans d’une éventuelle croisade. Sa mort, ainsi que l’embourbement des troupes françaises en Italie conduisirent à l’abandon des plans pour une telle croisade .
La mort de Charles VIII en 1498 devait mettre fin aux plans français pour une invasion de l’Empire ottoman . Entretemps, le roi continua à maintenir des relations amicales avec Andreas, qualifiant celui-ci de « notre grand ami » et, le 14 mai 1495, lui octroya une pension annuelle de 1200 ducats. À la mort de Charles, Andreas reprit ses prétentions au trône impérial puisque les conditions stipulées dans le contrat de cession de droits, notamment son rétablissement en Morée, n’avaient jamais été remplies. Ceci n’empêcha pas les successeurs de Charles VIII (Louis XII, François Ier, Henri II et François II) de continuer à utiliser le titre et les honneurs impériaux. L’effigie de Louis XII sur sa tombe porte du reste la couronne impériale plutôt que la couronne royale et François Ier continua à revendiquer le titre d’empereur de Constantinople aussi tardivement qu’en 1532. Ce n’est qu’avec Charles IX en 1566 qu’il fut mis fin à ces prétentions, ce monarque écrivant que le titre d’empereur de Constantinople « n’est guère plus éminent que celui de roi qui semble meilleur et plus doux,.

## Les dernières années
L’abandon des plans de croisade laissa de nouveau Andreas à court de moyens financiers. L’évêque Jacques Volaterranus devait décrire le pauvre spectacle que donnaient Andreas et son entourage couverts d’oripeaux au lieu des riches vêtements de soie pourpre auxquels ils étaient habitués . Toutefois, il devait demeurer une personnalité imposante jusqu’à sa mort. Le 11 mars 1501 il prit part à l’entrée solennelle de l’ambassadeur de Lituanie dans la ville. Andreas devait mourir à Rome au cours du mois de juin 1502. Dans son testament, écrit le 7 avril de la même année, il léguait sa prétention au trône impérial à Ferdinand II d’Aragon et à Isabelle de Castille,. Sa veuve Catherine reçut du pape Alexandre VI la somme de 104 ducats pour payer les frais des funérailles,. Certains auteurs ont vu dans ce geste la confirmation qu’Andreas était mort dans une grande pauvreté ; ce n’est pas nécessairement le cas, le paiement de ces frais par la papauté n’étant pas exceptionnel et constituait plutôt un geste d’honneur comme le montre le fait qu’il ait été enterré aux côtés de son père, Thomas, dans la basilique Saint-Pierre de Rome. Le fait que le père et le fils aient été enterrés à Rome évita que leurs tombes ne soient violées comme le furent celles des autres membres de la famille Paléologue enterrés à Constantinople pendant les premières années du gouvernement ottoman. Toutefois les recherches pour découvrir l’endroit exact de ces tombes se sont avérées vaines jusqu’à ce jour.

## Descendance éventuelle
On ne connait aucune descendance confirmée d’Andreas Paléologue. Selon David Nicol, il ne serait pas impossible qu’un certain Constantin Paléologue qui servit comme commandant de la garde pontificale ait été le fils d’Andreas. Ce Constantin devait mourir en 1508, six années après Andreas. Selon des sources russes Andreas aurait eu une fille, Maria Palaiologina, dont ne parle toutefois aucune source occidentale, à qui la sœur d’Andreas, Sophie, aurait fait épouser un noble russe, Vasily Mikhailoch, prince de Vereya.

## Jugement des historiens
Les historiens ont posé un jugement sévère sur Andreas Paléologue. Écrivant en 1481, Gherardi da Volterra affirmait que la situation financière d’Andreas était due à ses excès en matière « d’amour et de plaisir ». En 1538, l’écrivain d’origine byzantine également en exil en Italie, Théodore Spandounes (Spandugnino en italien), écrivait que son frère Manuel lui était supérieur sur tous les plans.
Plus près de nous, l’écrivain écossais George Finlay (1800-1875) soutenait en 1877 que le destin d’Andreas « ne mériterait guère l’attention de l’histoire ne fût-ce que l’humanité possède une curiosité morbide pour le sort des princes les moins dignes d’intérêt (Notre traduction) ». Le mariage d’Andreas avec « une personne de basse condition et de mœurs légères »  a également donné lieu à des interprétations négatives comme celle du byzantiniste Dionysios Zakythinos qui dans son ouvrage de 1932 affirmait que c’est ce mariage qui fit en sorte que le pape Sixte IV diminua sa pension, avis que semble partager l’historien Stevan Runciman qui parle d’elle comme « a woman of the streets of Rome ». Cette hypothèse est manifestement fausse puisque la même année, le pape Sixte IV avança à Andreas deux ans de pension, vraisemblablement pour couvrir les dépenses reliées à son voyage en Russie et, dans une lettre, lui promit que sa pension annuelle serait payée aux mêmes conditions à son retour.
Pour sa part, l’historien contemporain Jonathan Harris a tenté d’apporter une vision plus nuancée de cette personnalité. Contrairement à Gherardi qui ne voyait dans les actions d’Andreas qu’une façon de se procurer les moyens financiers de mener une vie dissolue, Harris y voit la continuation de la politique traditionnelle des Paléologue de se rallier, à l’instar de Manuel II de 1399 à 1402, l’aide de la chrétienté occidentale dans la lutte pour la sauvegarde de l’Empire byzantin (et maintenant la restauration du despotat de Morée) contre les Turcs . Pour lui, les années d’exil à Rome du prétendant byzantin représentent en fait la poursuite de la politique menée par sa famille pendant plus d’un siècle pour obtenir en échange de l’Union des Églises l’appui du pape auprès des princes chrétiens d’Occident et son échec final.

### Sources premières
- (en) Georges Sphrantzès (trad. Marios Philippides), The Fall of the Byzantine Empire : A Chronicle by George Sphrantzès, 1401-1477, Amherst, The University of Massachusetts Press, 1980 (ISBN 978-0-87023-290-9).
- (la) Georges Sphrantzès, Corpus Scriptorum Historiae Byzantinae, Bonn, I. Bekker, 1839 (réimpr. Leipzig, éd. Papadopoulos, 1935).

### Sources secondaires
- (de) Enepekides, P. K. "Das Wiener Testament des Andreas Palaiologos vom 7. April 1502" [The Vienna Testament of Andreas Palaiologos from 7 April 1502]. Akten des 11. Internat. Byzantinisten-Kongresses 1958. Munich, C.H. Beck, 1960. pp. 138–143. OCLC 761003148.
- (en) Foster, Russell. Mapping European Empire: Tabulae imperii Europaei. Oxford, Routledge, 2015.  (ISBN 978-1315744759).
- (en) Giesey, Ralph E. The Royal Funeral Ceremony in Renaissance France. Genev, Librairie Droz, 1960.  (ISBN 978-2600029872).
- (en) Grierson, Philip. Catalogue of Byzantine Coins in the Dumbarton Oaks Collection and in the Whittemore Collection: Volume Five: Michael VIII to Constantine XI 1258–1453. Washington DC, Dumbarton Oaks, 1999.  (ISBN 0-88402-261-7).
- (en) Haldon, John (2005). The Palgrave Atlas of Byzantine History. New York, Palgrave Macmillan, 2005.  (ISBN 978-0230243644).
- (en) Harris, Jonathan. "A Worthless Prince? Andreas Palaeologus in Rome, 1465–1502". Orientalia Christiana Periodica, 1995, 61 pp. 537–554.
- (en) Harris, Jonathan. "Despots, Emperors, and Balkan Identity in Exile". The Sixteenth Century Journal. 2013, 44 (3): pp. 643–661. JSTOR 24244808.
- (en) Housley, Norman. The Crusade in the Fifteenth Century: Converging and Competing Cultures. Oxford, Routledge, 2017.  (ISBN 978-1315615158).
- (en) Karayannopoulos, Yanis. "State Organization, Social Structure, Economy, and Commerce". (In) Al-Bakhit, M. A.; Bazin, L.; Cissoko, S. M.; Asimov, M. S.; Gieysztor, A.; Habib, I.; Karayannopoulos, Y.; Litvak King, J.; Schmidt, P. (eds.). History of Humanity – Scientific and Cultural Development from the Seventh to the Sixteenth Centuries, Vol. IV. Paris, UNESCO, 1996.  (ISBN 978-9231028137).
- (fr) Laiou, Angeliki & Cécile Morrisson. Le Monde byzantin III, l’Empire grec et ses voisins (XIIIe siècle-XVe siècle. Paris, Presses Universitaires de France, 2011.  (ISBN 978-2-130-52008-5).
- (fr)  Longnon, Jean. L'Empire latin de Constantinople et la Principauté de Morée, Paris, 1949.
- (fr) Nicol, Donald MacGillivray (trad. de l'anglais par Hugues Defrance). Les derniers siècles de Byzance, 1261-1453, Paris, Les Belles Lettres, 2005.  (ISBN 978-2-251-38074-2).
- (en) Melvani, Nicholas. "The Tombs of the Palaiologan Emperors". Byzantine and Modern Greek Studies, 2018. 42 (2): pp. 237–260. doi:10.1017/byz.2018.7.
- (en) Miller, William. "Miscellanea from the Near East: Balkan Exiles in Rome". Essays on the Latin Orient. Cambridge, Cambridge University Press, 1921. pp. 497–515. OCLC 457893641.
- (en) Nicol, Donald M. The Immortal Emperor: The Life and Legend of Constantine Palaiologos, Last Emperor of the Romans. Cambridge, Cambridge University Press, 1992.  (ISBN 978-0511583698).
- (en) Norwich, John Julius. Byzantium, The Decline and Fall. New York, Alfred A. Knopf, 1996.  (ISBN 978-0-679-41650-0).
- (de) PLP = Prosopographisches Lexikon der Palaiologenzeit, vol. 1, Vienna, 1976-.
- (en) Potter, David. A History of France, 1460–1560: The Emergence of a Nation State. New York, St. Martin's Press, 1995.  (ISBN 978-0312124809).
- (fr) Rapp, Francis. “Un contemporain d'Alexandre VI Borgia, le cardinal Raymond Péraud (1435-1505) », Comptes rendus des séances de l'Académie des Inscriptions et Belles-Lettres Année 1994 138-3 pp. 665-677.
- (en) Runciman, Steven. The Fall of Constantinople 1453. Cambridge, Cambridge University Press, 1969 [1965].  (ISBN 978-0521398329).
- (en) Runciman, Steven. The Lost Capital of Byzantium, The History of Mistra and the Pelopponnese. Cambridge (Mass), Harvard University Press, 2009.  (ISBN 978-0-674-03405-1).
- (en) Setton, Kenneth M. The Papacy and the Levant (1204–1571), Volume II: The Fifteenth Century. Philadelphia, The American Philosophical Society, 1978.  (ISBN 0-87169-127-2).
- (de) Trapp, Erich; Beyer, Hans-Veit; Walther, Rainer; Sturm-Schnabl, Katja; Kislinger, Ewald; Leontiadis, Ioannis; Kaplaneres, Sokrates. Prosopographisches Lexikon der Palaiologenzeit. Vienna, Verlag der Österreichischen Akademie der Wissenschaften, 1976-1996.  (ISBN 3-7001-3003-1).
- (en) Van Tricht, Filip. "The Imperial Ideology". The Latin Renovatio of Byzantium: The Empire of Constantinople (1204–1228). Leiden, Brill, 2011. pp. 61–101.  (ISBN 978-90-04-20323-5).
- (fr) Zakythinos, D. A. Le despotat grec de Morée, Tome 1: Histoire politique. Paris, Les Belles Lettres, 1932. OCLC 1001644255.
- (fr)  Zakythinos, D.A. Le Despotat grec de Morée, vol. 2 : Vie et Institutions, Athènes, l'Hellénisme contemporain, 1953.

### Note
1. ↑  Les quatre enfants furent (1) Helena Palaiologina (1431 – 7 novembre 1473), (2) Zoé Palaiologina (vers 1449 – 7 avril 1503), (3) Andreas Paleologinos (17 janvier 1453 – juin 1502), (4) Manuel Paleologinos (2 janvier 1455 – avant 1512).